# کلینکراده
کلینکراده (به آلمانی: Klinkrade) یک شهر در آلمان است که در هرتسوگتوم لاونبورگ واقع شده‌است.
 کلینکراده  ۵۶۷ نفر جمعیت دارد.